# Baloda Bāzār
Baloda Bāzār är en ort i Indien.   Den ligger i distriktet Raipur och delstaten Chhattisgarh, i den centrala delen av landet, 900 km sydost om huvudstaden New Delhi. Baloda Bāzār ligger 259 meter över havet och antalet invånare är 25 235.
Terrängen runt Baloda Bāzār är mycket platt. Runt Baloda Bāzār är det ganska tätbefolkat, med 207 invånare per kvadratkilometer. Det finns inga andra samhällen i närheten. Trakten runt Baloda Bāzār består till största delen av jordbruksmark.